# Elpida Romantzi
Elpida Romantzi, född 17 juli 1981, är en grekisk bågskytt. Hon deltog vid olympiska sommarspelen 2004 och 2008.